# Дедух Руслан Річардович
Руслан Ричардович Дедух (нар. 13 квітня 1998, Чернігів, Україна) — український футболіст, півзахисник клубу «Лівий берег».

## Життєпис

### Ранні роки
Вихованець чернігівської «Юності», у футболці якої виступав з 2011 по 2014 рік. Наприкінці серпня 2014 року перейшов до юнацької команди «Демні», але вже на початку вересня 2014 року опинився у «Львові», за який виступав у ДЮФЛУ.
На початку серпня 2015 року перейшов у «Ворсклу», де протягом сезону зіграв 19 матчів в юнацькому чемпіонаті України, в яких відзначився 2-ма голами у воротах львівських «Карпат» (U-19). З 2016 по 2017 рік грав за «Львів» у ДЮФЛУ та аматорському чемпіонаті України.

### «Чернігів», «Калуш» та «Нива» Тернопіль
У травні 2017 року приєднався до ФК «Чернігів», який виступав в чемпіонаті області. Наступного сезону виступав за чернігівців в аматорському чемпіонаті України.
Навесні 2018 року перебрався до «Калуша», який виступав в Чемпіонаті Івано-Франківської області з футболу. На професіональному рівні дебютував за нову команду 18 липня 2018 року в переможному (4:3, пенальті) поєдинку Першого кваліфікаційного раунду кубку України проти чернівецької «Буковини». Дедух вийшов на поле в стартовому складі, а на 62-ій хвилині його замінив Владислав Танчин. У Другій лізі України дебютував 28 липня 2018 року в нічийному (0:0) виїзному поєдинку 2-го туру групи «А» проти «Чайки». Руслан вийшов на поле на 50-ій хвилині, замінивши Юрія Голубка. Дебютним голом у професіональному футболі відзначився 2 вересня 2018 року на 52-ій хвилині нічийного (1:1) домашнього поєдинку 7-го туру групи «А» Другої ліги України проти вінницької «Ниви». Дедух вийшов на поле в стартовому складі, а на 74-ій хвилині його замінив Роман Николишин. У першій половині сезону 2018/19 років зіграв 12 матчів у Другій лізі, в яких відзначився 1 голом, ще 3 поєдинки провів у кубку України. Під час зимової перерви в сезоні 2018/19 залишив калуський клуб.
Навесні 2019 року приєднався до «Ниви». Дебютував у футболці тернопільського клубу 6 квітня 2019 року в програному (0:2) виїзному поєдинку 18-го туру групи А Другої ліги України проти житомирського «Полісся». Руслан вийшов на поле на 78-ій хвилині, замінивши Мирона Бідного. Дебютним голом у футболці «Ниви» відзначився 1 травня 2019 року на 62-ій хвилині переможного (3:0) виїзного поєдинку 23-го туру групи «А» Другої ліги проти хмельницького «Поділля». Дедух вийшов на поле в стартовому складі, на 74-ій хвилині отримав жовту картку, а на 83-ій хвилині його замінив Остап Ілюк. За півтора сезони, проведені в Тернополі, зіграв 25 матчів у Другій лізі, в яких відзначився 3-ма голами.

### «Чернігів» та «Гірник-Спорт»
У вересні 2020 року повернувся до «Чернігова», у футболці якого дебютував 24 жовтня 2020 року в нічийному (1:1) виїзному поєдинку 8-го туру групи А Другої ліги проти «Ужгорода». Руслан вийшов на поле на 67-ій хвилині, замінивши Богдана Лазаренка. У першій частині сезону 2020/21 років зіграв 6 матчів у Другій лізі.
Взимку 2021 року підсилив «Гірник-Спорт». Дебютував за клуб з Горішніх Плавнів 12 березня 2021 року в нічийному (1:1) домашньому поєдинку Першої ліги України проти франківського «Прикарпаття». Руслан вийшов на поле в стартовому складі та відіграв увесь матч.

### «Нива» Тернопіль
У липні 2021 року знову повернувся до Тернополя і продовжив грати за «Ниву». В осінній частині сезону 2022/23 Першої ліги зіграв 11 матчів і відзначився 1 забитим голом. 11 грудня клуб припинив співпрацю з гравцем.

## Досягнення
- Друга ліга України
- «Нива» (Тернопіль)
  -  Чемпіон: 2019/20

- Чемпіонат Чернігівської області
- «Чернігів»
  -  Чемпіон: 2018